# Мала Розтока
Мала́ Розто́ка — село в Україні, у Закарпатській області, Хустському районі. Входить до складу Іршавської міської громади.

## Історія
Вперше згадується у 1631 році. Назви: Gazlo, Alsorosztoka, Rosztoka (угорською), Rostoka, Szőllősrosztoka, Ugoca Rostoka (Угочанська Розтока).
Прихід чехословацької влади вніс свої корективи у звичне життєве русло селян. Із цього часу діти мали змогу навчатися в народній школі, де викладання повністю велося рідною мовою. Ця школа знаходилася в селі М. Розтока (тодішня назва Севлюш-Розтока) і була збудована народним методом. В одній кімнаті було класне приміщення, а в іншій - жив учитель. У цій будівлі зараз знаходиться сортодільниця. Учнями школи були діти двох сіл (Малої та Великої Розток). Школа була восьмикласною, тобто давала добрі знання з різних наук.
У селі розташована Свердловина № 1 — гідрологічна пам'ятка природи місцевого значення.

## Церква Вознесіння Господнього (1858 р.)
Про історію кам’яної базилічної церкви розповідають тексти на зворотному боці іконостаса. Згідно з текстом на іконі Ісуса Христа:
В честь и хвалу стыя Тройцы, и во славу славнаго Вознесенїя Гсда нашего Іисуса Хрста начася созиданїе Храма сего 1848го года во Царствованїе Францъ Іосифа; во владычествованїе же еппа Васілїя Поповича, при наместнику Васілїи Васько и парохі Іоанні Стецовичъ и сотрудниціхъ Павлі Петрише, Феодорі Петрашко, Стефані Жабко и Георгїи Рацинъ благословися 1858го года.
Текст на звороті ікони Богоматері повідомляє:
Мальоваїе собыстся под оуправительст[в]омъ еппа Стефана Панковичъ, и его соизволенїемъ благословися іконостас чрез г.Александра Фанковичъ намісника Бережавы. Малеванїе сталося за Феодосїя Поповичъ, и при попечителехъ Георгїи Рацинъ и Стефане Жабко; не дожившихъ іконовъ благословенїя, но прежде в вічный покой преставиввшихся; которымъ въ наслідники осталися. Г.Евгеній Зомборі въ качестві вмісто пароха. Попечителями же: вышепомянутый Феодоръ Петрашко, съ помощникомъ Петромъ Рацин. Півцемъ тогда былъ Іоаннъ Паукъ. Блсвенїе іконовъ бысть на Вознесенїе Гсда Θго (9) Мая 1868го года. Маляри были: Г.Фердїнандъ Выдра и Іоаннъ Ваійрихъ; а золотильщик Францъ Поволный. Писахъ шs z AWξИ (1868) года. Петръ Моісей малярству быхъ предуготовникъ MDCCCLXVIII.
На звороті “Тайної вечері” вирізано – A. D. 1862. У 1937 р. зроблено ремонт зовнішніх стін. У 1976 р. зусиллями кураторів Михайла Мелая та Івана Корпоша замінено бляшане покриття дахів, очищено і пофарбовано іконостас, а Іван Калинич організував заливку нової мозаїчної підлоги.
Розписи Ф. Видри та І. Вайріха закінчені в 1866 р. Улітку 1982 р. розписи оновили Василь і Михайло Павліщуки та Василь Балог. У 1996 р. місцеві майстри Іван Березнай, Іван Костак та Юрій Микула та інші замість дерев’яної дзвіниці збудували муровану, а також муровані ґанки при західному та південному входах до церкви. Ці ж майстри збудували в селі в 1994 р. на місці дерев’яної каплички з хрестом муровану каплицю Вознесіння Господнього.

## Населення
Згідно з переписом УРСР 1989 року чисельність наявного населення села становила 445 осіб, з яких 216 чоловіків та 229 жінок.
За переписом населення України 2001 року в селі мешкало 510 осіб.

### Мова
Розподіл населення за рідною мовою за даними перепису 2001 року:
| Мова       | Відсоток |
| ---------- | -------- |
| українська | 99,80 %  |
| російська  | 0,20 %   |